# Campeonato Brasileiro Feminino de Xadrez de 1962
O Campeonato Brasileiro Feminino de Xadrez de 1962 foi a 6ª edição do evento, realizado na cidade paulista de Araraquara em agosto de 1962. A paulista Dora Rúbio conquistou seu quarto título.

## Classificação final
A competição foi jogada no sistema de todas contra todas. A campeão venceu suas seis partidas.
| N° | Jogadora          | Estado | Pontos |
| -- | ----------------- | ------ | ------ |
| 1  | Dora Rúbio        | SP     | 6      |
| 2  | Noemi de Oliveira | GB     | 4,5    |
| 3  | Ruth Cardoso      | BA     | 3,5    |
| 4  | Taya Efremoff     | SP     | 2,5    |
| 5  | Sônia Paredes     | GB     | 2      |
| 6  | Eunice Aquino     | GB     | 1,5    |
| 7  | Francisca Cúrcio  | SP     | 1      |